# Campyloneurum pascoense
Campyloneurum pascoense là một loài thực vật có mạch trong họ Polypodiaceae. Loài này được R.M. Tryon & A.F. Tryon miêu tả khoa học đầu tiên năm 1982.